# أل كونروي
أل كونروي هو لاعب هوكي الجليد كندي، ولد في 17 يناير 1966 في كالغاري في كندا.

## وصلات خارجية
- أل كونروي على موقع دوري الهوكي الوطني (الإنجليزية)
- أل كونروي على موقع قاعة مشاهير الهوكي (لاعب أن.إتش.أل) (الإنجليزية)
- أل كونروي على موقع EliteProspects.com (الإنجليزية)
- أل كونروي على موقع HockeyDB.com (الإنجليزية)
- أل كونروي على موقع Hockey-Reference.com (الإنجليزية)